# 白云山石碑
白云山石碑，是位于中国福建省福州市闽清县白樟镇白云村的一个宋代石刻，1981年入选第一批闽清县文物保护单位。
白云山石碑是宋理宗赵昀于淳祐六年（1244年）亲笔题写的石碑，呈深灰色，砺石质地，长方形圆首，高4.4米，宽1.35米，厚约35厘米，上文刻篆体“皇帝御书”四字，中央刻楷体“白云山”三个大字，两边有龙纹图案，碑下花岗岩底座为贔屭状，长2.4米、宽1.8米、重约5吨。